# Pop (альбом)
Pop («Поп») — девятый студийный альбом ирландской группы U2, выпущенный в марте 1997 года. Альбом был записан в спешке и представлял собой продолжение экспериментов группы с электронной музыкой, из-за чего был неоднозначно воспринят критиками и поклонниками и стал одним из наиболее провальных в истории U2.

## История появления
В первой половине 1990-х годов в группе U2 происходили значительные изменения. Музыканты изменили свой внешний вид, отказавшись от простых и незамысловатых образов в пользу более вычурного и ироничного стиля. Кроме того, участники группы преодолели внутренние творческие конфликты в 1990-91 годах и решили разнообразить музыкальную составляющую творчества. Пластинка Achtung Baby (1991) показала, что U2 неравнодушны к смежным стилям, таким как индастриал, альтернативный рок и даже танцевальная музыка. Далее, в альбоме Zooropa (1993) содержалось ещё больше элементов электронной музыки. В 1995 году вышел альбом Original Soundtracks 1, который был издан участниками U2 и продюсером Брайаном Ино под видом стороннего проекта, получившего название Passengers, так как музыканты не рассчитывали на коммерческий успех. И лишь к 1997 году группа вернулась к написанию более мейнстримной и доступной широкому кругу слушателей пластинки, которая должна была вернуть группе любовь поклонников.
Запись девятой студийной пластинки была сопряжена с рядом трудностей. В первую очередь, музыкантам пришлось считаться с болезнью барабанщика Ларри Маллена, который и ранее страдал от тендинита, а перед началом записи столкнулся с серьёзными проблемами со спиной. Чтобы не терять время, музыканты решили попробовать заменить ритм-секцию с помощью электронных инструментов, используя драм-машину и семплы. К тому времени, как Маллен восстановился, ряд партий уже были готовы, и вместо того чтобы перезаписывать их «вживую», музыканты продолжили использовать уже начатый подход. Более того, помимо ударных, семплы использовались и для прочих инструментов, а также для вокала.
Студийная работа заняла больше времени, чем ожидалось. Для записи песен привлекался целый ряд продюсеров и звукоинженеров, включая Марка Эллиса, Стива Осборна, Ховарда Бернштайна и других. Изначально планировалось выпустить пластинку в канун рождества 1996 года, но к назначенному времени альбом не был закончен. В то же время, группа заранее запланировала концертный тур PopMart, который нельзя было отменять, поэтому музыкантам и студийным работникам пришлось в спешном порядке завершать запись. Итоговый результат не устраивал группу, но другого выбора не оставалось — альбом уже ждали на прилавках музыкальных магазинов.

## Содержание альбома
Вследствие спешки при записи и выпуске альбома, он вышел одним из наиболее неоднородных за всю историю группы. В качестве первого сингла вышла песня «Discothèque», посвящённая другу музыкантов, журналисту Биллу Грэму из Hot Press, который умер в 1996 году. В пародийном клипе на эту песню участники группы переоделись в сценические костюмы Village People, известной диско-группы, являвшейся одним из олицетворений поп-культуры.
«Mofo» была частично готова ещё до начала студийной работы. Её название происходило от нецензурного слова «motherfucker», а музыкальная составляющая отражала стилистику техно-музыки. Песня «Miami» была названа в честь города, в котором прошла часть студийных сессий; в ней переплелись элементы рок-музыки и трип-хопа. Композиция «Last Night on Earth» примечательна тем, что партия хора действительно была добавлена в самый последний момент; на песню был снят видеоклип, снятый в Канзас-сити, в котором также можно увидеть писателя Уильяма Берроуза (это стало последней видеозаписью писателя, который умер через месяц). В песне «Gone» ощущалось влияние немецкого краут-рока 1970-х, выраженное в пульсирующем ритме, получившем название «моторик». Спокойная композиция «If You Wear That Velvet Dress» выделялась тонкой гитарной партией Эджа. Песня «Please» была посвящена теме религии. Альбом завершался обречённо звучащей композицией «Wake Up Dead Man», в которой использовалась ненормативная лексика, что встречалось в творчестве U2 крайне редко.

## Выход альбома
Незадолго до официального релиза в интернете появились видеоклипы на песни «Discothèque» и «Wake Up Dead Man». Пиратская утечка песен привела к тому, что радиостанции стали транслировать фрагменты новых композиций ещё до того, как альбом увидел свет. В конце концов, злополучная пластинка была опубликована. Продажи альбома на старте были довольно оптимистичными: за первые две недели было продано более 500 000 копий пластинки. Однако в дальнейшем показатели продаж стали резко падать и пластинка не задержалась долго в хит-парадах. По сравнению с другими альбомами U2, Pop стал одним из наименее успешных по общему количеству проданных экземпляров.

## Реакция критиков
| Оценки критиков      | Оценки критиков |
| Источник             | Оценка          |
| -------------------- | --------------- |
| AllMusic             | [ 2 ]           |
| Entertainment Weekly | B               |
| Los Angeles Times    | [ 4 ]           |
| New Zealand Herald   | [ 5 ]           |
| NME                  | [ 6 ]           |
| Orlando Sentinel     | [ 7 ]           |
| Rolling Stone        | [ 8 ]           |
| Spin                 | [ 9 ]           |

Pop первоначально получил благоприятные отзывы от критиков. Барни Хоскинс из Rolling Stone присудил альбому четыре звезды, похвалив использование группой технологий: «U2 знают, что технологии неизбежно изменяют звуковые поверхности и, возможно, даже сам рок-н-рольный смысл». Дэвид Браун из Entertainment Weekly писал: «Несмотря на крикливую раскрутку, альбом не вульгарный и не китчевый».
Редакция «Афиша Daily» в юбилейном обзоре творчества U2 назвала Pop их лучшим альбомом: «Объединив усилия с электронными продюсерами вроде Флада и Howie B, U2 изменили многим из былых привычек и — вероятно, и впрямь нечаянно — разродились своим наименее отполированным, самым непредсказуемым и лучшим альбомом. <…> Это скупой на явные хиты, но пёстрый и яркий песенный калейдоскоп, ставший блестящим финальным аккордом триумфальной для U2 декады».

## Значение
По прошествии лет Pop считается одним из наиболее провальных альбомов группы. Электронное звучание привело к тому, что от U2 отвернулись многие поклонники и критики. Единственный раз до этого подобное случалось с группой после выхода альбома Rattle and Hum (1988). Уже следующая работа ирландского коллектива, альбом 2000 года All That You Can’t Leave Behind, ознаменовал отказ от экспериментов и возврат к своему классическому звучанию.
По прошествии времени группа признала ошибкой своё решение запланировать концертный тур до того, как альбом был закончен. Боно даже называл альбом «самой дорогой демо-записью в истории музыки», настолько сырыми и незаконченными были композиции. Концертный тур PopMart был ознаменован несколькими неудачными исполнениями новых песен: так, на первом же концерте в Лас-Вегасе музыканты не смогли сыграть песню «Staring at the Sun» с первого раза и её пришлось исполнять дважды. Музыканты спешно пытались исправить собственные ошибки, изменяя аранжировки и пересводя композиции на ходу. В 2002 году вышел сборник The Best of 1990—2000, в который вошли новые версии некоторых песен с Pop.

## Список композиций
1. «Discothèque» — 5:19
2. «Do You Feel Loved» — 5:07
3. «Mofo» — 5:46
4. «If God Will Send His Angels» — 5:22
5. «Staring at the Sun» — 4:36
6. «Last Night on Earth» — 4:45
7. «Gone» — 4:26
8. «Miami» — 4:52
9. «The Playboy Mansion» — 4:40
10. «If You Wear that Velvet Dress» — 5:14
11. «Please»— 5:01
12. «Wake Up Dead Man» — 4:52

## Участники записи
- Боно — вокал, гитара;
- Эдж — гитара, синтезаторы, бэк-вокал;
- Адам Клейтон — бас-гитара;
- Ларри Маллен-мл. — ударные, перкуссия, драм-машина;
- Флад, Хоуи Би, Стив Осборн, Marius De Vries — продакшн, синтезаторы.

## Позиции в чартах и сертификации
| Чарт               | Высшая позиция |
| ------------------ | -------------- |
| Австралия          | 1              |
| Австрия            | 1              |
| Аргентина          | 2              |
| Бельгия (Фландрия) | 1              |
| Бельгия (Валлония) | 1              |
| Великобритания     | 1              |
| Венгрия            | 1              |
| Германия           | 1              |
| Греция             | 5              |
| Дания              | 1              |
| Европа             | 1              |
| Ирландия           | 1              |
| Испания            | 1              |
| Италия             | 1              |
| Канада             | 1              |
| Нидерланды         | 1              |
| Новая Зеландия     | 1              |
| Норвегия           | 1              |
| Польша             | 1              |
| Португалия         | 1              |
| США                | 1              |
| Финляндия          | 1              |
| Франция            | 1              |
| Швейцария          | 2              |
| Швеция             | 1              |
| Япония             | 2              |

| Страна                 | Сертификация |
| ---------------------- | ------------ |
| Финляндия (IFPI)       | Золотой      |
| Аргентина (CAPIF)      | Золотой      |
| Швеция (IFPI)          | Золотой      |
| Испания (PROMUSICAE)   |              |
| Австрия (IFPI)         | Платиновый   |
| Германия (BVMI)        | Золотой      |
| Австралия (ARIA)       | Платиновый   |
| Канада (Music Canada)  | Платиновый   |
| Новая Зеландия (RIANZ) |              |
| Польша (ZPAV)          | Золотой      |
| США (RIAA)             | Платиновый   |
| Великобритания (BPI)   | Платиновый   |
| Франция (SNEP)         | Платиновый   |
| Швейцария (IFPI)       | Платиновый   |